# Stephen Tobolowsky
Stephen Harold Tobolowsky (Dallas, 30 maggio 1951) è un attore statunitense.

## Carriera
L'attore, interprete della serie televisiva Heroes, è stato costretto ad abbandonare lo show, a seguito dei postumi di una caduta di cavallo che per un periodo lo ha costretto a portare un collare.

## Vita privata
Di origine ebraica, è sposato dal 1988 con l'attrice Ann Hearn da cui ha avuto due figli.

## Filmografia parziale

### Attore

#### Cinema
- Balle spaziali (Spaceballs), regia di Mel Brooks (1987)
- Mississippi Burning - Le radici dell'odio (Mississippi Burning), regia di Alan Parker (1988)
- Al diavolo il paradiso (Checking Out), regia di David Leland (1989)
- Great Balls of Fire! - Vampate di fuoco (Great Balls of Fire!), regia di Jim McBride (1989)
- Due nel mirino (Bird on a Wire), regia di John Badham (1990)
- Rischiose abitudini (The Grifters), regia di Stephen Frears (1990)
- Thelma & Louise, regia di Ridley Scott (1991)
- I dannati di Hollywood (Where the Day Takes You), regia di Marc Rocco (1992)
- Avventure di un uomo invisibile (Memoirs of an Invisible Man), regia di John Carpenter (1992)
- Basic Instinct, regia di Paul Verhoeven (1992)
- Inserzione pericolosa (Single White Female), regia di Barbet Schroeder (1992)
- I signori della truffa (Sneakers), regia di Phil Alden Robinson (1992)
- Eroe per caso (Hero), regia di Stephen Frears (1992)
- Buona fortuna, Mr. Stone (The Pickle), regia di Paul Mazursky (1993)
- Ricomincio da capo (Groundhog Day), regia di Harold Ramis (1993)
- Ma dov'è andata la mia bambina? (My Father the Hero), regia di Steve Miner (1994)
- Benvenuti a Radioland (Radioland Murders), regia di Mel Smith (1994)
- Dr. Jekyll e Miss Hyde (Dr. Jekyll and Miss Hyde), regia di David Price (1995)
- L'isola dell'ingiustizia - Alcatraz (Murder in the First), regia di Marc Rocco (1995)
- Delitti inquietanti (The Glimmer Man), regia di John Gray (1996)
- Mr. Magoo, regia di Stanley Tong (1997)
- Ali bruciate (Around the Fire), regia di John Jacobsen (1998)
- Black Dog, regia di Kevin Hooks (1998)
- Insider - Dietro la verità (The Insider), regia di Michael Mann (1999)
- Memento, regia di Christopher Nolan (2000)
- Freddy Got Fingered, regia di Tom Green (2001)
- The Country Bears - I favolorsi (The Country Bears), regia di Peter Hastings (2002)
- Ritual, regia di Avi Nesher (2002)
- National Security - Sei in buone mani (National Security), regia di Dennis Dugan (2003)
- Quel pazzo venerdì (Freaky Friday), regia di Mark Waters (2003)
- Garfield - Il film (Garfield: The Movie), regia di Peter Hewitt (2004)
- Miss F.B.I. - Infiltrata speciale (Miss Congeniality 2: Armed & Fabulous), regia di John Pasquin (2005)
- Appuntamento al buio (Blind Dating), regia di James Keach (2006)
- Svalvolati on the road (Wild Hogs), regia di Walt Becker (2007)
- Loveless in Los Angeles, regia di Archie Gips (2007)
- Beethoven - A caccia di Oss... car! (Beethoven's Big Break) , regia di Mike Elliot (2008)
- Un amore all'improvviso (The Time Traveler's Wife), regia di Robert Schwentke (2009)
- The Barber, regia di Basel Owies e Nicola Morris (2014)
- Gli acchiappamostri (Monsters at Large), regia di Jason Murphy (2018)
- Strange Nature, regia di Jim Ojala (2018)
- Fractured, regia di Brad Anderson (2019)
- Buon Natale da Candy Cane Lane (Candy Cane Lane), regia di Reginald Hudlin (2023)
- Poolman, regia di Chris Pine (2023)
- Quel pazzo venerdì, sempre più pazzo (Freakier Friday), regia di Nisha Ganatra (2025)

#### Televisione
- Seinfeld – serie TV, episodio 2x08 (1991)
- Buffy l'ammazzavampiri (Buffy the Vampire Slayer) – serie TV, 1 episodio (1996)
- Non guardare sotto il letto (Don't Look Under the Bed), regia di Kenneth Johnson – film TV (1999)
- Il giorno in cui il mondo finì (The Day the World Ended) – film TV (2001)
- Law & Order: Criminal Intent – serie TV, episodio 2X06 (2002)
- West Wing - Tutti gli uomini del Presidente (The West Wing) – serie TV, episodio 5x10 (2004)
- La vita secondo Jim (According to Jim) – serie TV, 1 episodio (2004)
- Will & Grace – serie TV, episodio 7x04 (2004)
- The Closer – serie TV, episodio 1x10 (2005)
- Deadwood – serie TV, 9 episodi (2005-2006)
- Desperate Housewives – serie TV, 1 episodio (2006)
- Entourage – serie TV, 1 episodio (2007)
- Heroes – serie TV (2007-2008)
- Glee – serie TV, 8 episodi (2009-2011)
- Law & Order - Unità vittime speciali (Law & Order: Special Victims Unit) – serie TV, episodio 12x02 (2010)
- Californication – serie TV (2011-2014)
- The Mindy Project – serie TV, 22 episodi (2012-2013)
- The Goldbergs – serie TV (2013-2023)
- Big Time in Hollywood – serie TV, 10 episodi (2015)
- Silicon Valley – serie TV (2016)
- Giorno per giorno (One Day at a Time) – serie TV, 46 episodi (2017-2020)

### Doppiatore
- Buried - Sepolto (Buried), regia di Rodrigo Cortés (2010)
- Toy Story of Terror!, regia di Angus MacLane – special TV (2013)
- Mr. Peabody e Sherman (Mr. Peabody & Sherman), regia di Rob Minkoff (2014)
- Archer – serie animata, 3 episodi (2020)

## Doppiatori italiani
Nelle versioni in italiano delle opere in cui ha recitato, Stephen Tobolowsky è stato doppiato da:
- Ambrogio Colombo in Perry Mason: Omicidio sull'asfalto, Justified, Californication, Law & Order - Unità vittime speciali, The Goldbergs, White Famous, Buon Natale da Candy Cane Lane, The Madness
- Oliviero Dinelli in Will & Grace, The Country Bears - I favolorsi, Appuntamento al buio, Glee, Avalon High, Big Time in Hollywood, FL, Fractured
- Lucio Saccone in Inserzione pericolosa, Avventure di un uomo invisibile, I signori della truffa, Eroe per caso, Buona fortuna, Mr. Stone, Basic Instinct (ridoppiaggio)
- Mino Caprio in Ma dov'è andata la mia bambina?, Mr. Magoo, Jarod il camaleonte, CSI - Scena del crimine, Giorno per giorno, Nobody Wants This
- Giorgio Lopez in Dr. Jekyll e Miss Hyde, CSI: Miami, Big Day, Il giorno in cui il mondo finì
- Antonio Sanna in Delitti inquietanti, Seinfeld, Quel pazzo venerdì
- Francesco Pannofino in Ladro e gentilluomo, Ricomincio da capo, La troviamo a Beverly Hills
- Enzo Avolio in Ali bruciate, Garfield - Il film
- Fabrizio Temperini in La vendetta corre sul filo, The Closer
- Vladimiro Conti in Tutte le ex del mio ragazzo, Desperate Housewives
- Luca Dal Fabbro in Studio 60 on the Sunset Strip, The Defenders
- Gianni Quillico in Community, La vera casa dei Loud
- Massimo Lodolo in Due nel mirino
- Romano Ghini in Rischiose abitudini
- Dario Penne in Sotto massima sorveglianza
- Franco Zucca in Svalvolati on the road
- Marco Mete in Un amore all'improvviso
- Massimo Rinaldi in Thelma & Louise
- Edoardo Nordio ne I geni del computer
- Roberto Pedicini in Basic Instinct
- Roberto Stocchi in Ghost Whisperer - Presenze
- Eugenio Marinelli in La vita secondo Jim
- Luca Biagini in L'isola dell'ingiustizia - Alcatraz
- Luciano Roffi in Black Dog
- Dario De Grassi in Memento
- Augusto Di Bono in Law & Order: Criminal Intent
- Saverio Indrio in Deadwood
- Franco Mannella in Heroes
- Pasquale Anselmo in Silicon Valley
- Oreste Baldini in Poolman

Da doppiatore è sostituito da:
- Mino Caprio in Toy Story of Terror, Mr. Peabody e Sherman, Archer
- Luca Dal Fabbro in Mowgli e il libro della giungla
- Angelo Maggi in Buried - Sepolto
- Fabrizio Vidale in Lorax - il guardiano della foresta
- Francesco Orlando in Batman: Arkham Shadow